# Magyar Királyi Honvédség (1867–1918)
A Magyar Királyi Honvédség (németül k.u. Landwehr) a Császári és Királyi Fegyveres Erők, azon belül is a Császári és Királyi Hadsereg egyik ága volt. Az Osztrák–Magyar Monarchia egyik országának, a Magyar Királyságnak (más néven Transzlajtánia vagy Magyar Szent Korona Országai) a katonai hadereje volt a kiegyezéstől (1867) egészen a Monarchia felbomlásáig, 1918-ig. A Magyar Kir. Honvédségen kívül még két ága volt a hadseregnek: az Osztrák Császári-Királyi Honvédség (k.k. Landwehr), mely az Osztrák Birodalom védelmét látta el, és a Közös Hadsereg (Gemeinsame Armee), mely a Monarchia fő hadserege volt és az egyetlen ága, mely nehéztüzérséget tartalmazott.

## Történelem, előzmények
A honvéd kifejezést először az 1848–49-es forradalom és szabadságharc idején használták. A Magyar Királyi Honvédség elődjének is az 1848-as Honvédséget lehet tekinteni, mely sikeresen vette fel a harcot a szabadságharc alatt az osztrák Birodalmi Hadsereggel. A honvédséget végül az osztrákok csak orosz segítséggel tudták legyőzni. A 48-as honvédsereg végét az 1849-es Világosi fegyverletétel jelentette. A magyar katonák 1849 és 1867 között a Birodalmi Hadseregben szolgáltak.
A Kiegyezést követően I. Ferenc József osztrák császár és magyar király megbízta Habsburg–Lotaringiai József Károly főherceget, hogy hozzon létre egy erős hadsereget, melynek a feladata a Magyar Szent Korona Földjeinek, vagyis a Magyar Királyság, a Horvát Királyság, a Bánság, az Erdélyi Fejedelemség és Fiume város védelme. A főherceg ez az 1848-as honvédsereg megreformálásával próbálta elérni. A terve sikerült és 1868-ra létrejött a Magyar Királyi Honvédség, melynek ő maga lett a főparancsnoka egészen az 1905-ös haláláig.

## Toborzás
1867-ben elindult a magyar katonák toborzása is. Békeidőben a Magyar Honvédség tisztjei vagy a Közös Hadsereg magyar ezredeiből kerültek át, vagy a Magyar Királyi Honvéd Ludovika Akadémiát (1872-ben nyílt kadétiskola kifejezetten a Honvéd tisztek képzésére) végezték el Budapesten. 1869-től kezdődően a honvédeket a Közös Hadsereg általános hadkötelezettség keretében toborozták úgy, hogy az egyes magyar hadköteleseket a szükséges létszám szerint meghatározott KuK vagy Honvéd ezredekhez osztották be. A Honvéd kötelékbe, illetve a Közhadseregbe való bekerülést sorsolással, véletlenszerűen döntötték el. A 21 évesen besorozott Honvéd katona általában 24 hónap aktív szolgálatot vállalt, mielőtt tartalékba került. A kötelező szolgálati idő 36 éves korában szűnt meg.

## Parancsnokság
Mivel a Magyar Kir. Honvédség a Monarchia Fegyveres Erőinek a része volt, így a legfelső parancsnoka a teljes hadsereg parancsnoka volt:

### A Császári és Királyi Fegyveres Erők főparancsnokainak listája
A Magyar Királyi Honvédségnek azonban volt saját főparancsnoksága is, mely a Honvédelmi Misztérium (vagy Hadügyminisztérium) irányítása alá tartozott.

### A Magyar Királyi Honvédség főparancsnokainak listája
| #                                                                       | Portré | Főparancsnok                                                   | Hivatalba lépés  | Hivatal elhagyása  |
| ----------------------------------------------------------------------- | ------ | -------------------------------------------------------------- | ---------------- | ------------------ |
| 1                                                                       |        | főherceg Habsburg–Lotaringiai József Károly lovassági tábornok | 1867. július 28. | 1905. június 13.   |
| 2                                                                       |        | báró Wilhelm von Klobučar lovassági tábornok                   | 1905. június 13. | 1913. május 4.     |
| 3                                                                       |        | báró dentai Rohr Ferenc tábornagy                              | 1913. május 4.   | 1914. augusztus 8. |
| Üres (az első világháború miatt) 1914. augusztus 8. – 1919. október 31. |        |                                                                |                  |                    |

Az első világháború kitörésekor megszűnik a három ág önálló főparancsnoksága. Egy közös főparancsnokság jön létre, melynek vezetője a mindenkori császár és király.

## Struktúra
A magyar lovasság (Landwehr) a Birodalom magyar feléért volt felelős. E területek közé tartozik a mai Magyarország, Szlovákia (Felvidék), a mai Románia részei: Erdély, Partium és Bánság, Szerbia északi része, a Délvidék (vagy Vajdaság), a történelmi Horvátország, Észak-Dalmácia, Szlavónia, Északkelet-Szlovénia és Kelet-Ausztria (Burgenland).
A Magyar Királyi Honvédség a Magyar Honvédségre és a Horvát Királyi Honvédségre (Horvát-Szlavón Landwehr) oszlott. Az 1868-as horvát–magyar kiegyezés feljogosította a horvátokat, hogy egységeiken belül bevezessék a horvát munka- és parancsnoki nyelvet. Ráadásul a horvát-szlavón Honvéd alakulat a horvát bán alárendeltségébe került, nem pedig a budapesti honvédelmi miniszter alá. A bán és a honvédelmi miniszter azonban Magyarország miniszterelnökének feleltek, így a Magyar Királyi Horvát-Szlavón Honvédség mégsem volt teljesen önálló.

### Katonai körzetek
Landwehr körzetek 
- I. Landwehr kerület – Budapest

Magyar királyi I budapesti honvéd kerületi parancsnokság
- II. Landwehr Kerület – Szeged

Magyar királyi II szegedi honvéd kerületi parancsnokság
- III. Landwehr körzet – Kassa

Magyar királyi II kassai honvéd kerületi parancsnokság
- IV. Landwehri körzet – Pozsony

Magyar királyi IV pozsonyi honvéd kerületi parancsnokság
- V. Landwehr körzet – Kolozsvár

Magyar királyi V kolozsvári honvéd kerületi parancsnokság
- VI. Landwehr körzet – Zágráb

Magyar királyi VI zágrábi horvát-szlavon kerületi parancsnokság

## Egységek, alakulatok
A Magyar Királyi Honvéd a Magyar Királyság állandó hadserege volt. A Honvédség része volt a Horvát Királyi Honvédség (Kraljevsko hrvatsko domobranstvo), amely 1 gyaloghadosztályból (a M. Honvédség 7-ből) és 1 lovasezredből (a M. Honvédség 10-ből) állt. Harcrendje az első világháború kitörésekor, 1914-ben a következő volt:
- 6   Honvéd katonai kerület
- 2 Honvéd gyalogos hadosztály
- 2 Honvéd lovassági hadosztály
- 4 Honvéd gyalogosdandár
- 12 Honvéd önálló gyalogdandár
- 4 Honvéd lovasdandár
- 32 Honvéd gyalogezred
- 10 Honvéd huszárezred
- 8 Honvéd tábori ágyús ezred
- 1 Honvéd lóvontatású tüzérosztály

Az egész hadsereg becenevekkel vagy kitüntető címekkel rendelkező egységeinek a hadügyminisztérium utasítására le kellett cserélni neveiket a hivatalosra 1915-ben. Ezt követően az egységeket már csak számszerű megjelöléssel jelölték ki, de a kitüntető címek gyakorlata a Honvédségben maradt.
Minden részlet az 1914-es évre vonatkozik:

### Gyalogos hadosztályok
- 20. Honvéd Gyaloghadosztály – Nagyvárad

Parancsnok: Csanády Frigyes hadnagy
- 39. Honvéd Gyalogdandár – Nagyvárad

Parancsnok: Patzák Kálmán vezérőrnagy
- 40. Honvéd Gyalogdandár – Szatmárnémeti

Parancsnok: Tarnáky Béla ezredes
- 41. Honvéd Gyaloghadosztály – Budapest

Parancsnok: Johann Nikić altábornagy
- 81. Honvéd Gyalogdandár – Budapest

Parancsnok: Perneczky Jenő vezérőrnagy
- 82. Honvéd Gyalogdandár – Veszprém

Parancsnok: Rudolf Schamschula vezérőrnagy

### Gyalogdandárok
- 45. Honvéd Gyalogdandár – Szeged

Parancsnok: Rudolf Seide vezérőrnagy
- 46. Honvéd Gyalogdandár – Lugos

Parancsnok: Festl Lehel vezérőrnagy
- 73. Honvéd Gyalogdandár – Pozsony

Parancsnok: Nagy Pál ezredes
- 74. Honvéd Gyalogdandár – Nyitra

Parancsnok: Franz Cvrček vezérőrnagy
- 75. Honvéd Gyalogdandár – Kolozsvár

Parancsnok: Karl Lippner von Nagyszentmiklós vezérőrnagy
- 76. Honvéd Gyalogdandár – Nagyszeben

Parancsnok: tardoskeddi Benke Albert ezredes
- 77. Honvéd Gyalogdandár – Kassa

Parancsnokság: péterfalvi Molnár Dezsóvon ezredes
- 78. Honvéd Gyalogdandár – Miskolc

Parancsnok: Foglár József vezérőrnagy
- 79. Honvéd Gyalogdandár – Budapest

Parancsnok: Tabajdi Károly vezérőrnagy
- 80. Honvéd Gyalogdandár – Pécs

Parancsnok: Háber János ezredes
- 83. Honvéd Gyalogdandár – Agram

Parancsnok: Nikolaus Ištvanović von Ivanska vezérőrnagy
- 84. Honvéd Gyalogdandár – Eszék

Parancsnok: Kolak Dániel ezredes

### Lovassági hadosztályok
- 5. Honvéd Lovas Hadosztály – Budapest

Parancsnok: Froreich-Szabó Ernő altábornagy
- 19. Honvéd Lovasdandár – Budapest

Parancsnok: Ferdinand Graf von Bissingen und Nippenburg vezérőrnagy
- 23. Honvéd Lovasdandár – Zalaegerszeg

Parancsnok: Colbert Zech báró ezredes
- 11. Honvéd lovashadosztály – Debrecen

Parancsnok: Töbör-Éthe Júliusz  vezérőrnagy
- 22. Landwehr Lovasdandár – Szeged

Parancsnok: Czitó Károly ezredes
- 24. Landwehr lovasdandár – Kassa

Parancsnok: jamniki Jóny László ezredes

### Gyalogezredek
- 1. Budapesti Honvéd Gyalogezred

Parancsnokság: Bartha Ludwig ezredes – Bartha Lajos ezredes
- 2. Gyulai Honvéd Gyalogezred

Parancsnok: Alexander Vinzenz von Vinczfalva ezredes – Vincfalvi Vincz Sándor ezredes
- 3. Debreceni Honvéd gyalogezred

Parancsnok: Stephan Stadler – Stadler István ezredes
- 4. Nagyváradi Honvéd Gyalogezred

Parancsnok: Ránffy Sigmund ezredes – Ránffy Zsigmond ezredes
- 5. Szegedi Honvéd Gyalogezred

Parancsnokság: Desiderius Nónay ezredes – Nónay Dezső ezredes
- 6. Szabadkai Honvéd Gyalogezred

Parancsnokság: Kamenszky Rudolf ezredes – Kamenszky Rezső ezredes
- 7. Verseci Honvéd Gyalogezred

Parancsnokság: Bernatsky Kornél ezredes – Bernatsky Kornél ezredes
- 8. Lugosi Honvéd Gyalogezred

Parancsnok: Julius Létay von Nyirjes ezredes – Nyirjesi Létay Gyula ezredes
- 9. Kassai Honvéd Gyalogezred

Parancsnok: Julius Preinreich ezredes – Preinreich Gyula ezredes
- 10. Miskolci Honvéd Gyalogezred

Parancsnok: Daubner Sámuel ezredes – Daubner Samu ezredes
- 11. Munkácsi Honvéd Gyalogezred

Parancsnok: Rudolf Pillepić ezredes; von Lippahora – Lippahorai Pillepić Rezső ezredes
- 12. Szatmári Honvéd Gyalogezred

Parancsnokság: Martin Tahy von Tahvár ezredes – Tahváry Tahy Márton ezredes
- 13. Pozsonyi Honvéd Gyalogezred

Parancsnok: Anton Pogány ezredes – Pogány Antal ezredes
- 14. Nyitrai Honvéd Gyalogezred

Parancsnokság: Formanek Lazarus ezredes – Formanek Lázár ezredes
- 15. Trencséni Honvéd Gyalogezred

Parancsnok: Heinrich Dormándy von Dormánd ezredes – Dormándi Dormándy Henrik ezredes
- 16. Beszterczebányai Honvéd Gyalogezred

Parancsnok: Franz Hill ezredes – Hill Ferenc ezredes
- 17. Székesfehérvári Honvéd Gyalogezred

Parancsnokság: Gombos Mihály ezredes – Gombos Mihály ezredes
- 18. Soproni Honvéd Gyalogezred

Parancsnok: Ludwig Brunswik von Korompa ezredes – Korompai Brunswick Lajos ezredes
- 19. Pécsi Honvéd Gyalogezred

Parancsnokság: Kleszky Ottó ezredes – Kleszky Ottó ezredes
- 20. Nagykanizsai Honvéd Gyalogezred

Parancsnok: Georg Ritter von Szypniewski ezredes – Lovag Szypniewski György ezredes
- 21. Kolozsvári Honvéd Gyalogezred

Parancsnok: Raimund Latzin ezredes – Latzin Rajmond ezredes
- 22. Marosvásárhelyi Honvéd Gyalogezred

Parancsnokság: Schön Árpád ezredes – Schön Árpád ezredes
- 23. Nagyszebeni Honvéd Gyalogezred

Parancsnok: Desiderius Szoták ezredes – Szoták Dezső alezredes
- 24. Brassói Honvéd Gyalogezred

Parancsnokság: Philipp Karleusa ezredes – Karleusa Fülöp ezredes
- 25. Agrami Honvéd Gyalogezred

Parancsnok: Anton Matašić ezredes – Matašić Antal ezredes
- 26. Károlyvárosi Honvéd Gyalogezred

Parancsnokság: Georg Petrović ezredes – Petrović György ezredes
- 27. Sziszeki Honvéd Gyalogezred

Parancsnok: Alois Petković ezredes – Petković Alajos ezredes
- 28. Eszéki Honvéd Gyalogezred

Parancsnokság: Julius Simonović ezredes – Simonović Gyula ezredes
- 29. Budapesti Honvéd Gyalogezred

Parancsnokság: Josef Ehmann ezredes – Ehmann József ezredes
- 30. Budapesti Honvéd Gyalogezred

Parancsnok: Polgár Rudolf ezredes – Polgár Rezső ezredes
- 31. Veszprémi Honvéd Gyalogezred

Parancsnok: Weeber Eduard ezredes – Weeber Ede ezredes
- 32. Dési Honvéd Gyalogezred

Parancsnok: Karl Parupka ezredes – Parupka Károly ezredes

### Lovasezredek

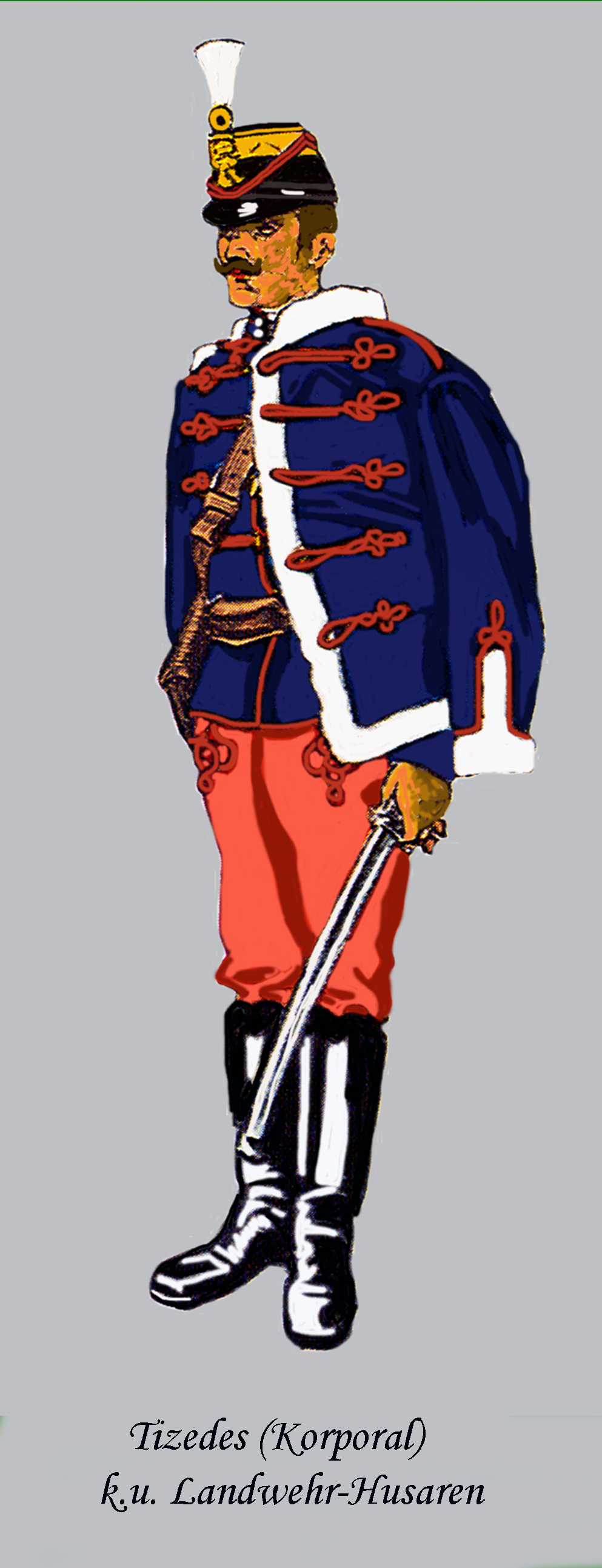
Huszár tizedes

- 1. Budapesti Honvéd Huszár Lovasezred
  - 19. Honvéd Lovasdandár – 5. Honvéd Lovashadosztály

Parancsnok: Colbert Zech von Deybach ezredes
Freiherr von Hart und Sulz
- 2. Debreceni Honvéd Huszár Lovasezred
  - 22. Honvéd Lovasdandár – 11. Honvéd Lovashadosztály

Parancsnok: Flór János alezredes
- 3. Szegedi Honvéd Huszár Lovasezred
  - 22. Honvéd Lovasdandár – 11. Honvéd Lovashadosztály

Parancsnok: kisruszki Cserépy Árpád alezredes 
- 4. Szabadkai Honvéd Huszár Lovasezred
  - I. és II. Lovasosztag, 23. Honvéd Gyaloghadosztály
  - III és IV Lovasosztag, 20. Honvéd Gyaloghadosztály
  - V. és VI. Lovasosztag, 41. Honvéd Gyaloghadosztály

Parancsnok: jeszeniczai Jankovich Miklós alezredes
- 5. Kassai Honvéd Huszár Lovasezred
  - 24. Honvéd Lovasdandár – 11. Honvéd Lovashadosztály

Parancsnokság: Hegedüs Pál ezredes
- 6. Zalaegerszeg Honvéd Huszár Lovasezred
  - 23. Honvéd Lovasdandár – 5. Honvéd Lovashadosztály

Parancsnok: szenterzsébeti Forster László alezredes
- 7. Pápai Honvéd Huszár Lovasezred
  - 23. Honvéd Lovasdandár – 5. Honvéd Lovashadosztály

Parancsnok: gróf Lubienski János ezredes
- 8. Pécsi Honvéd Huszár Lovasezred
  - 19. Honvéd Lovasdandár – 5. Honvéd Lovashadosztály

Parancsnok: Konkoly Elek alezredes
- 9. Marosvásárhelyi Honvéd Huszár Lovasezred
  - 24. Honvéd Lovasdandár – 1. Honvéd Lovashadosztály

Parancsnok: Koloman Géczy von Garamszeg ezredes – Garamszegi Géczy Kálmán ezredes
- 10. Varasdi Honvéd Huszár Lovasezred
  - I. és II. Lovasosztag, 36. Honvéd Gyaloghadosztály
  - III és IV Lovasosztag, 42. Honvéd Gyaloghadosztály
  - V. és VI. Lovasosztag, 13. Honvéd Gyalogdandár

Parancsnok: Hauer Alajos alezredes

### Tábori ágyús ezredek
- 1. Honvéd Tábori Ágyús ezred

Helyőrség: Budapest

4. Honvéd Gyaloghadosztály – I. Landwehr körzet

alakult: 1913

Parancsnok: tiszabecsi Hellebronth Antal ezredes
- 2. Honvéd Tábori Ágyús ezred

Helyőrség: Nagyszeben

23. Honvéd Gyaloghadosztály – V. Landwehr körzet

alakult: 1914

Parancsnok: Thaisz Lázló alezredes
- 3. Honvéd Tábori Ágyús ezred

Helyőrség: Kassa

39. Honvéd Gyaloghadosztály – III Landwehr Kerület

alakult: 1914

Parancsnok: Loidin Henrik alezredes
- 4. Honvéd Tábori Ágyús ezred

Helyőrség: Nyitra

37. Honvéd Gyaloghadosztály – IV Landwehr Kerület

alakult: 1914

Parancsnok: Mattanovich Sándor alezredes
- 5. Honvéd Tábori Ágyús ezred

Helyőrség: Marosvásárhely

38. Honvéd Gyaloghadosztály – V. Landwehr körzet

alakult: 1914

Parancsnok: Sztráner Jenő alezredes
- 6. Honvéd Tábori Ágyús ezred

Helyőrség: Agram

42. Honvéd Gyaloghadosztály – VI. Landwehr körzet

alakult: 1914

Parancsnok: Sekulić Rezső alezredes
- 7. Honvéd Tábori Ágyús ezred

Helyőrség: Hajmáskér

41. Honvéd Gyaloghadosztály – VII Landwehr Kerület

alakult: 1914

Parancsnok: Kapp Gusztáv alezredes
- 8. Honvéd Tábori Ágyús ezred

Helyőrség: Hajmaskér

20. Honvéd Gyaloghadosztály – II. Landwehr körzet

alakult: 1914

Parancsnok: Pohl Albert ezredes
- 1. Honvéd Lovastüzér Osztály

Helyőrség: Szeged

11. Honvéd Lovas Hadosztály – II Landwehr Kerület

alakult: 1914

## Fordítás
Ez a szócikk részben vagy egészben  a   Royal Hungarian Honvéd című angol Wikipédia-szócikk fordításán alapul.  Az eredeti cikk szerkesztőit annak laptörténete sorolja fel. Ez a jelzés csupán a megfogalmazás eredetét és a szerzői jogokat jelzi, nem szolgál a cikkben szereplő információk forrásmegjelöléseként.